# Sollenberg
Sollenberg ist ein Gemeindeteil der Stadt Gräfenberg im Landkreis Forchheim (Oberfranken, Bayern).

## Geografie
Das Dorf im Nordwesten der Gräfenberger Flächenalb liegt etwa zwei Kilometer südöstlich des Ortszentrums von Gräfenberg auf einer Höhe von 505 m ü. NHN.

## Geschichte
Gegen Ende des Mittelalters gehörte der aus drei Anwesen bestehende Ort dem Kloster Weißenohe der Kurpfalz. Einige Jahre nach dem Ende des Landshuter Erbfolgekrieges wurde Sollenberg der Hochgerichtsbarkeit des nürnbergischen Pflegamtes Hiltpoltstein unterstellt, nachdem sich 1520/21 die Kurpfalz und die Reichsstadt Nürnberg vertraglich darauf geeinigt hatten, die während des Krieges von der Reichsstadt eroberten klösterlichen Besitzungen in den Hochgerichtsbezirk des Pflegamtes einzugliedern. Allerdings wurde die Vogtei nach wie vor vom Kloster Weißenohe ausgeübt, dem Grundherrn über die drei Drittelhöfe der Ortschaft. Dies bedeutete, dass Sollenberg nach wie vor der kurpfälzischen Landeshoheit unterstand. Als in der Kurpfalz im Jahr 1556 die Reformation eingeführt wurde, wechselten nach dem Grundsatz Cuius regio, eius religio auch die klösterlichen Hintersassen zum protestantischen Bekenntnis über; die außerhalb des Ortes Weißenohe lebenden Untertanen wurden den ihnen benachbarten evangelischen Pfarreien zugeordnet. Daran änderte sich im Wesentlichen nichts, als nach der Ächtung des pfälzischen Kurfürsten Friedrich V. (des sogenannten Winterkönigs) die Oberpfalz als Lehen an Kurbaiern übergeben wurde. Für Sollenberg bedeutete dies, dass die Landeshoheit über den Ort eine andere wittelsbachische Linie übernahm.
Durch die Verwaltungsreformen zu Beginn des 19. Jahrhunderts im Königreich Bayern wurde Sollenberg mit dem Zweiten Gemeindeedikt 1818 ein Teil der Ruralgemeinde Lilling. Mit der Gebietsreform in Bayern wurde Sollenberg am 1. Mai 1978 in die Stadt Gräfenberg eingegliedert.

## Verkehr
Gemeindeverbindungsstraßen verbinden Sollenberg mit Weißenohe im Südwesten und mit der im Nordosten des Dorfes vorbeiführenden Kreisstraße FO 22. Der ÖPNV bedient das Dorf an einer Haltestelle mit den Buslinien 219 und 272 des VGN. Der nächstgelegene Bahnhof befindet sich in Gräfenberg, dem Endbahnhof der Gräfenbergbahn.

## Sehenswürdigkeiten

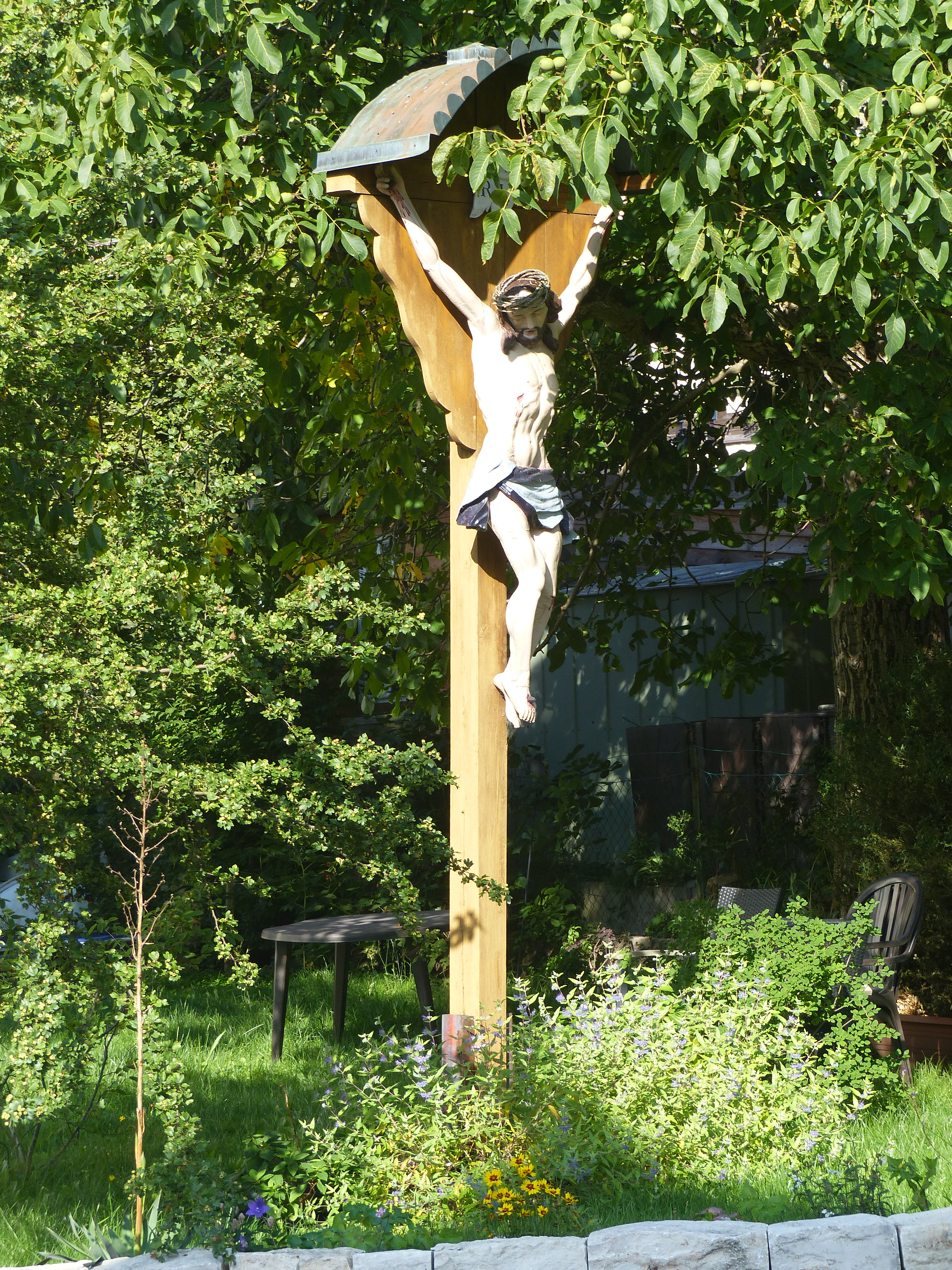
Wegkreuz mit Holzkorpus

Im nordöstlichen Ortsbereich von Sollenberg steht ein Wegkreuz, dessen Holzkorpus aus der Zeit um 1700 stammt.

## Galerie

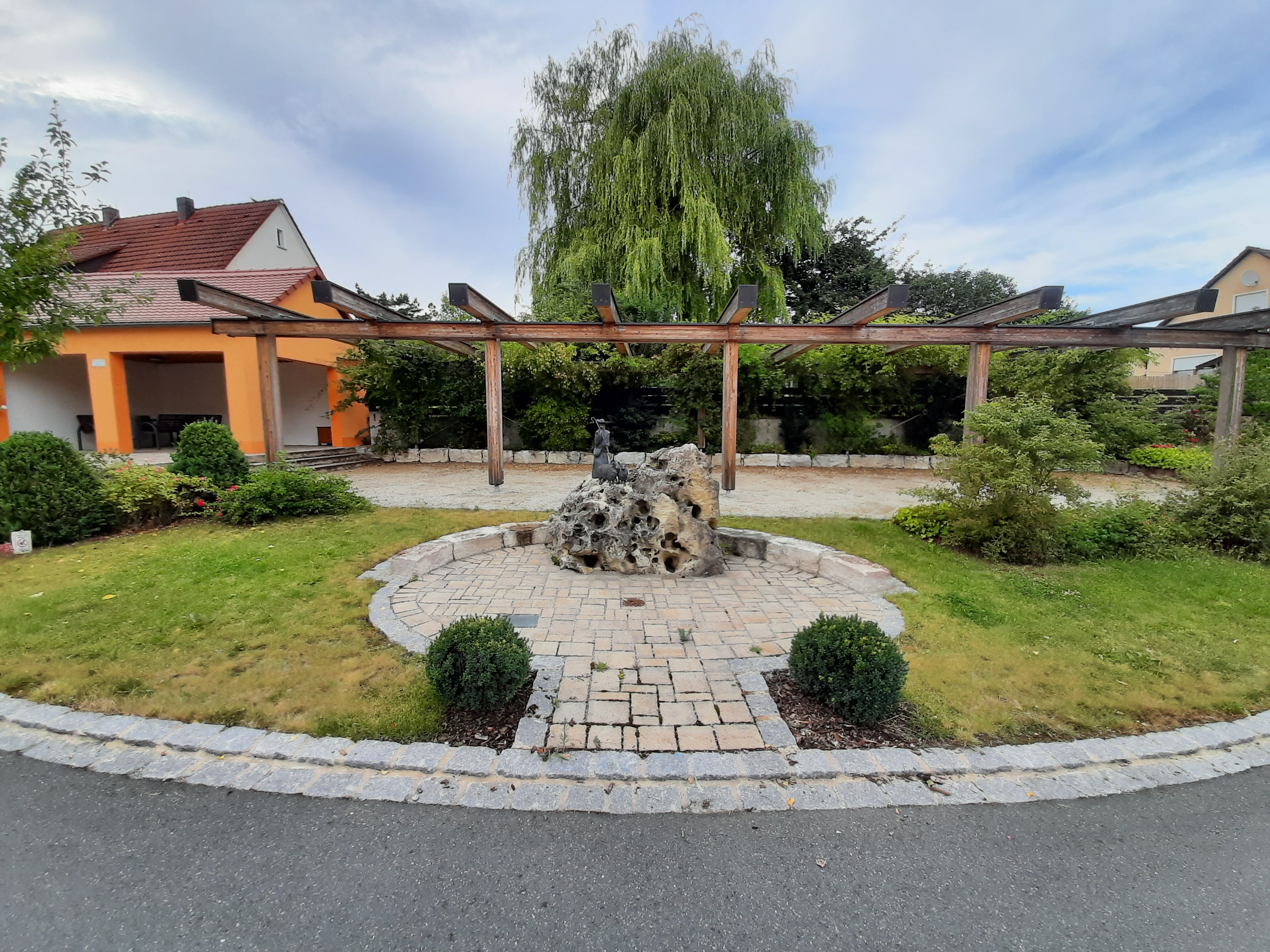
Zum Dorfplatz umgestaltetes ehemaliges Milchhäuschen
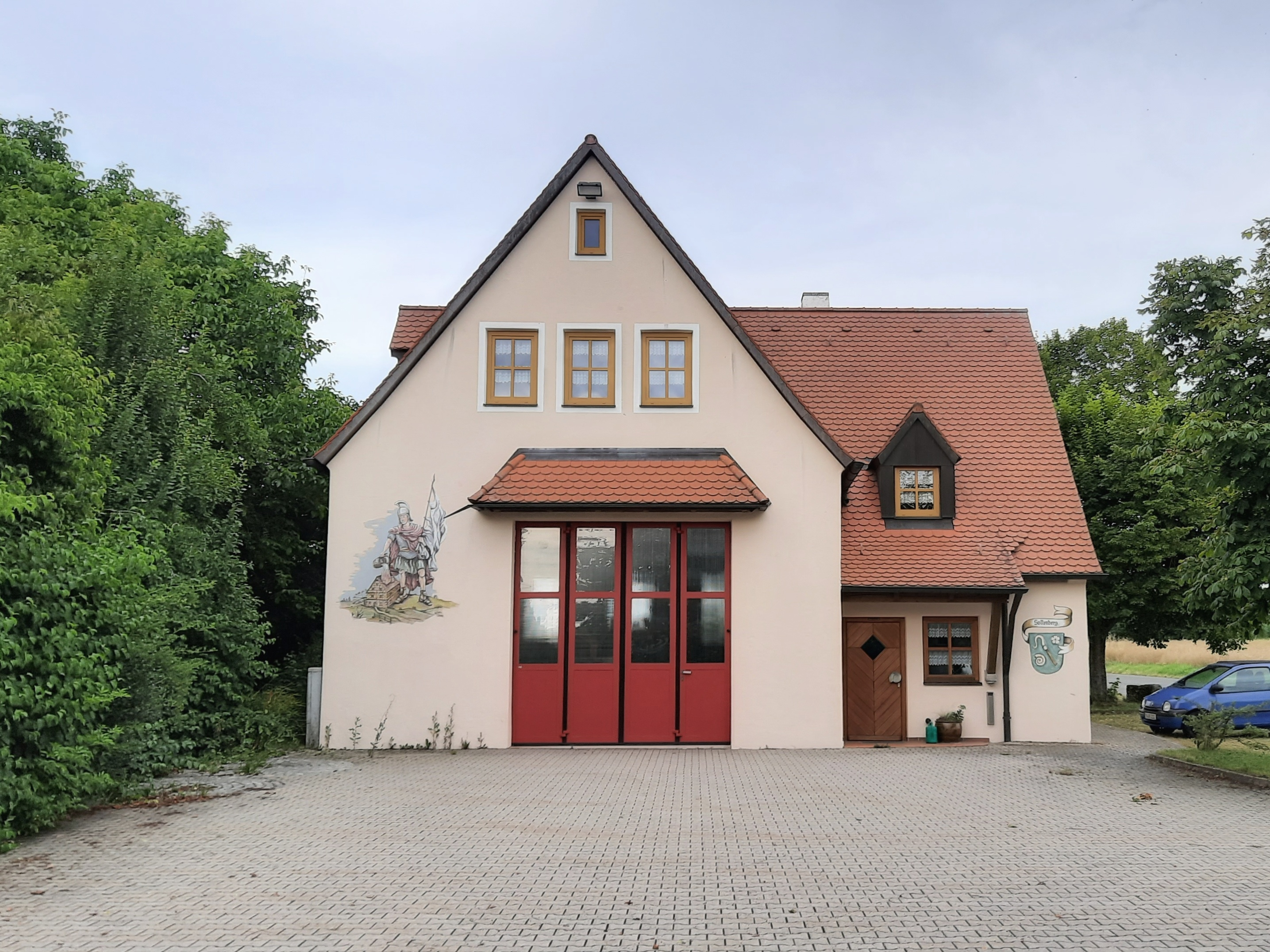
Feuerwehrhaus in Sollenberg
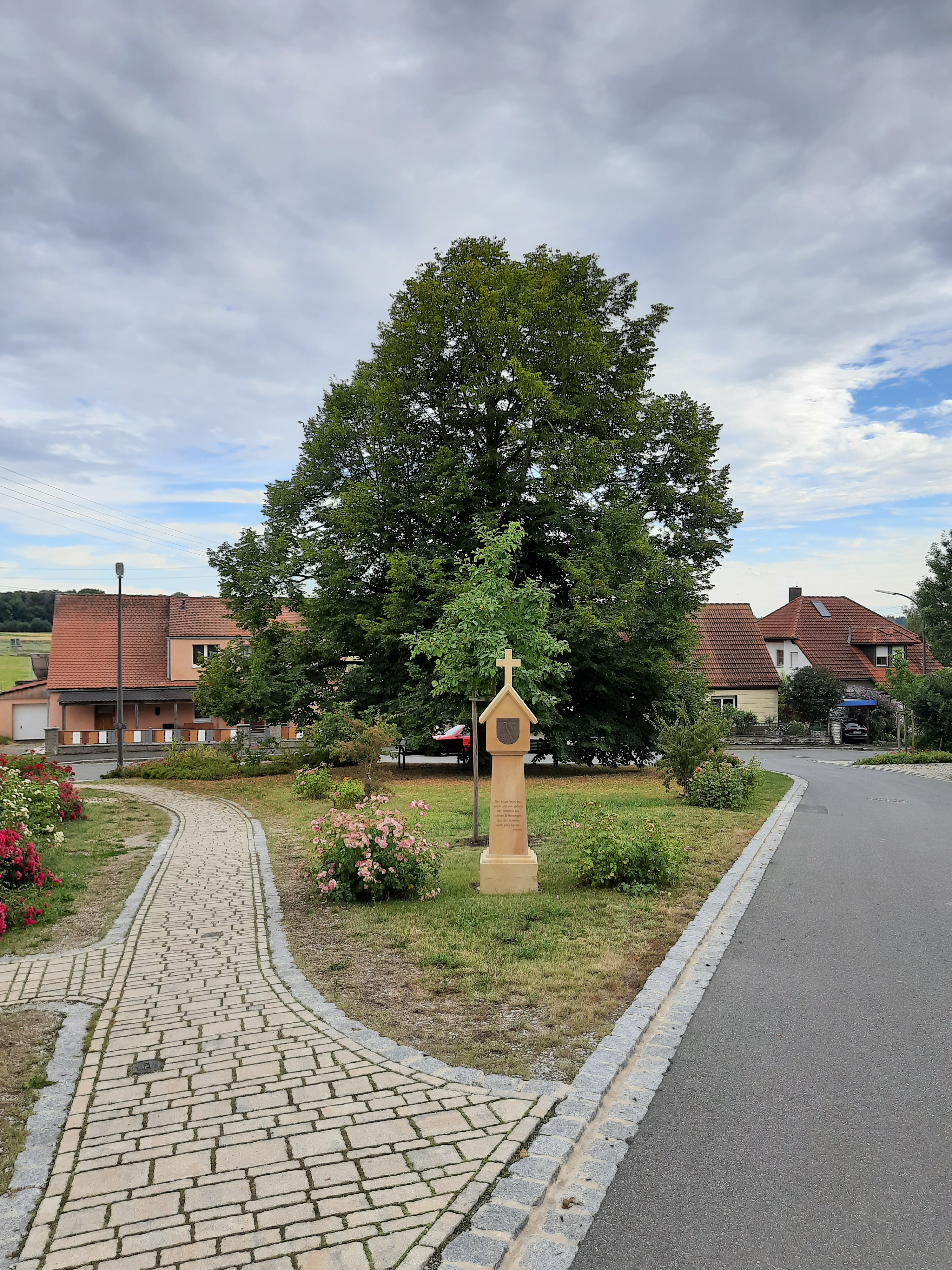
Denkmal zum Abschluss der Dorferneuerung